# Callicostella virens
Callicostella virens là một loài rêu trong họ Pilotrichaceae. Loài này được Renauld & Cardot mô tả khoa học đầu tiên năm 1905.